# Motore Flex
Un motore Flex è in grado di utilizzare indifferentemente benzina, bioetanolo o una qualsiasi miscela dei due.

## Veicoli con motore Flex in Brasile

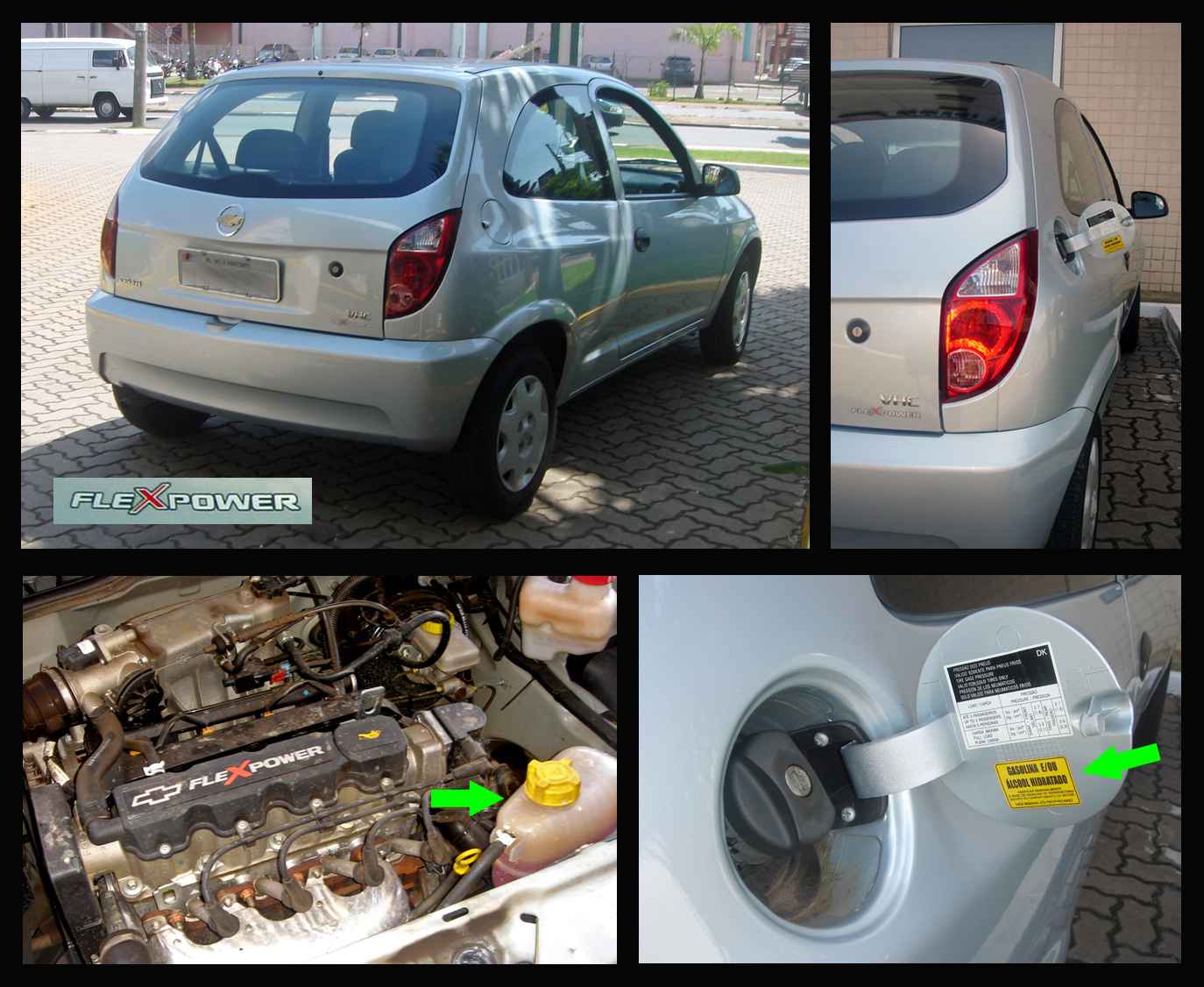
Chevrolet Celta brasiliana con motore FlexPower, funziona con qualsiasi percentuale di benzina e bioetanolo.

Fin dalla crisi petrolifera degli anni settanta, in Brasile si è venduto bioetanolo come carburante. Inizialmente i motori a benzina venivano modificati per ridurre i fastidi provocati da una scorretta combustione dell'etanolo.
La tecnologia flex è stata studiata negli anni novanta dalla Magneti Marelli per consentire, ai motori che la utilizzano, di rilevare in tempo reale qual è la percentuale di bioetanolo all'interno della miscela etanolo-benzina. In base alle informazioni rilevate, la centralina corregge la carburazione secondo i valori mappati per favorire la combustione.
In Brasile, le auto vendute nel 2005 con motore flex hanno superato le tradizionali auto a benzina grazie al risparmio garantito dall'alcool: mediamente il costo della benzina al distributore è di circa il 20% superiore rispetto a quello dell'alcool.
Nel maggio 2003 la Volkswagen iniziò a commercializzare le prime auto con Motore flex e solo due mesi dopo la Chevrolet mise sul mercato un suo modello concorrente. In seguito tutti i marchi che vendevano automobili in Brasile hanno dovuto proporre motorizzazioni di questo tipo.

## Veicoli con motore Flex in Europa

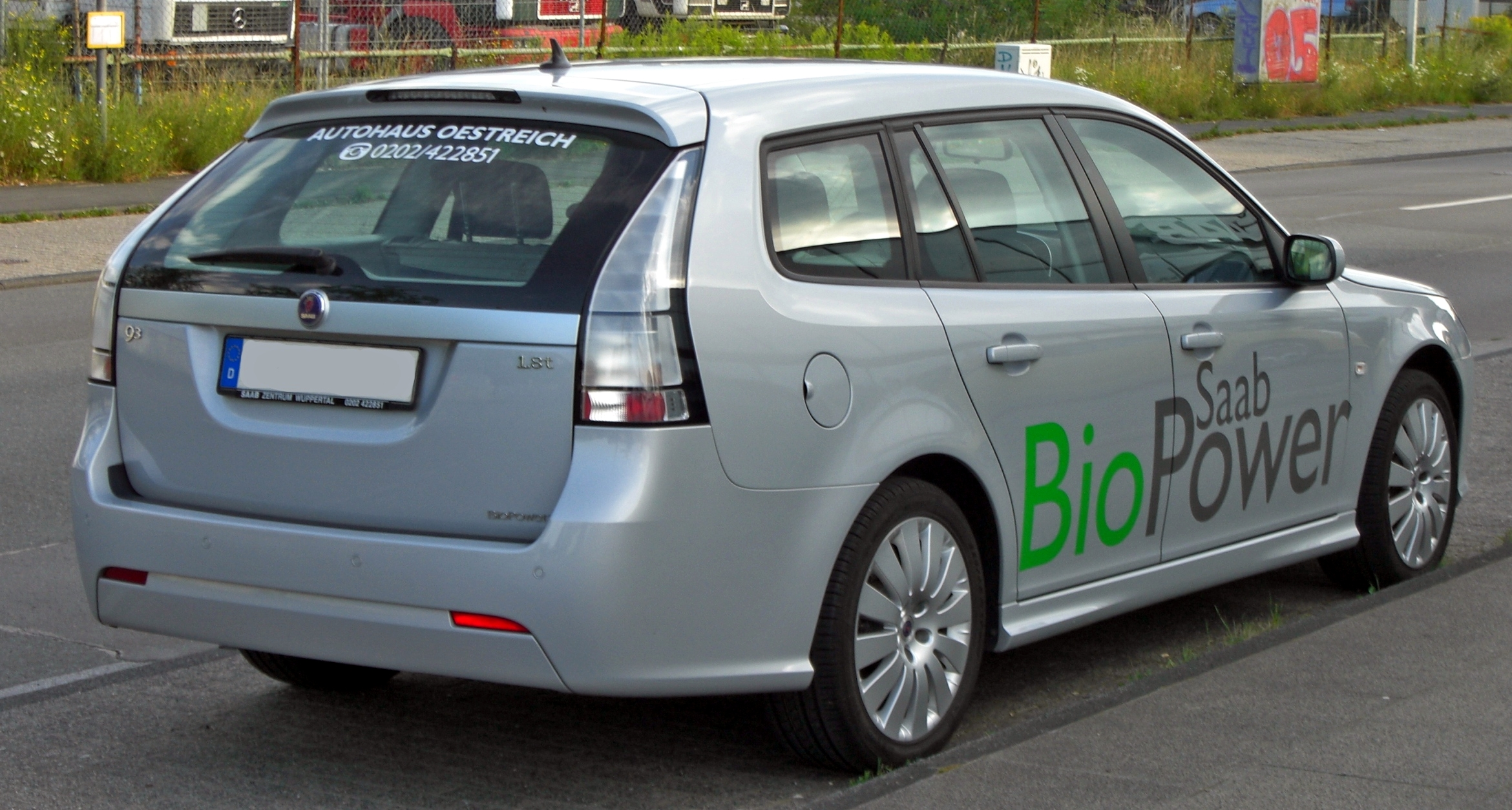
Saab 9-3 SportComi BioPower di combustibile E85 commercializzato in Svezia in 2007.

Al momento della sua immissione sul mercato la Ford Taurus con motore Flex era commercializzata solo in Svezia. Nel 2005 anche Saab e Volvo hanno commercializzato modelli con motore Flex.
Ci sono inoltre programmi per vendere il combustibile E85 e veicoli con tecnologia Flex, in altri paesi europei
Dal 2009 la Bentley Motors produce l'auto con motore a tecnologia Flex più veloce del mondo, la Continental Supersports.
Dal 2015 Fiat mette in vendita la 500X con motore 1.6 E.torQ da 110 CV. Lo stesso motore, dotato però di cambio automatico a 6 marce, equipaggia anche una versione della Fiat Ægea (Tipo nei mercati europei e Dodge Neon in Messico), non venduta però in Italia. Nello stesso anno il Jeep Renegade è stato reso disponibile in una versione mossa dal 1.6 E.torQ da 110 CV con cambio manuale 5 marce.